# Brungumpad sparv
Brungumpad sparv (Emberiza affinis) är en afrikansk fågel i familjen fältsparvar inom ordningen tättingar.

## Utseende och läte
Brungumpad sparv är en liten (13-15 cm) fältsparv med rätt tunn näbb, ordentligt med vitt i antsiktet och helgul undersida. Den skiljer sig från alla andra afrikanska fältsparvar genom sin jämnbruna rygg utan vita vingband. Huvudteckningen är mest lik somaliasparv med bredare vita band än hos guldbröstad sparv. Sången är en kort serie metalliska toner som avslutas i en drill, medan flyktlätet är ett kort "chip".

## Utbredning och systematik
Brungumpad sparv delas in i fyra underarter:
- Emberiza affinis nigeriae – förekommer i Gambia Nigeria och norra Kamerun
- Emberiza affinis vulpecula – förekommer i Kamerun, södra Tchad och intilliggande norra Centralafrikanska republiken
- Emberiza affinis affinis – förekommer i Sydsudan, nordöstra Demokratiska republiken Kongo, norra Uganda och nordvästra Kenya; populationen i sydöstra Sudan och nordvästra Etiopien är troligen äcen denna underart
- Emberiza affinis omoensis – förekommer i södra Etiopien

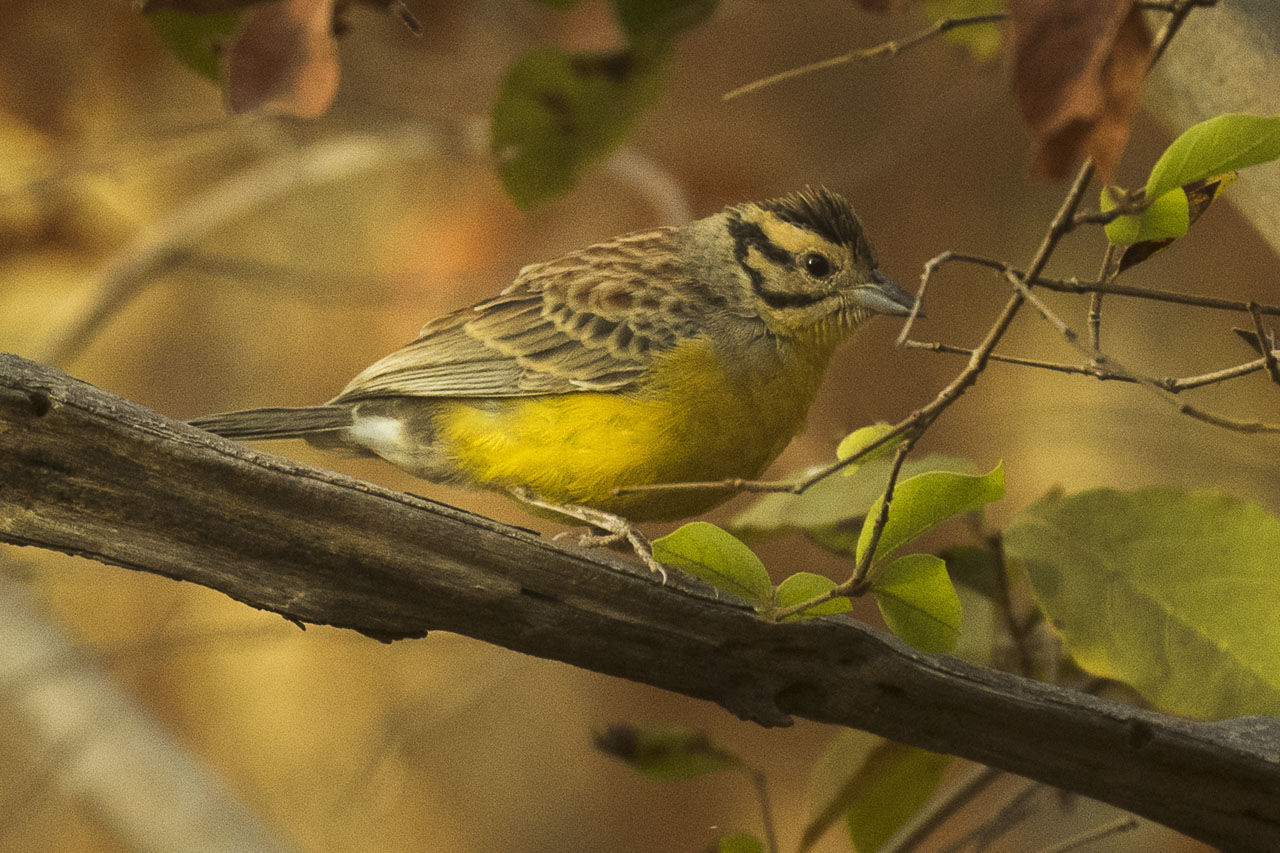
Brungumpad sparv i Gambia.

### Släktestillhörighet
Brungumpad sparv placeras traditionellt i släktet Emberiza, men vissa taxonomiska auktoriteter har nu delat upp Emberiza i flera mindre släkten. Denna art och övriga afrikanska fältsparvar bryts ut till släktet Fringillaria. 

## Levnadssätt
Brungumpad sparv hittas i torr och halvtorr savann, men även i flodnära skogskanter och lokalt kring byar. Födan hos specimen från Demokratiska republiken Kongo bestod av insekter, bland annat termiter, men fåglar i fångenskap äter även frön. Dess häckningsbiologi är mycket dåligt känd, med endast ett funnet bo, i Sudan i mars. Flygga ungar har setts i december i Gambia. Arten antas vara mestadels stannfågel.

## Status och hot
Arten har ett stort utbredningsområde, men tros minska i antal, dock inte tillräckligt kraftigt för att den ska betraktas som hotad. Internationella naturvårdsunionen IUCN listar arten som livskraftig (LC). Världspopulationen har inte uppskattats men den beskrivs som inte ovanlig till sällsynt.